# Albin Ballad
Albin Ballad är en havskryssare på 30 fot tillverkad av Albin Marin 1971–1981.
Albin Ballad är konstruerad av Rolf Magnusson. Ursprunget till Ballad är Joker S30, också konstruerad av Magnusson. Balladen är en vidareutveckling av Joker, anpassad för familjesegling.  Båttypen har byggts i ca 1500 exemplar vilket placerar den bland de 10 mest byggda segelbåtarna i Sverige.
Ballad anses vara en trevlig familjebåt som även bär karaktären av en kappseglingsbåt, men har även möjlighet till längre seglatser tack vare sin längd och konstruktion. Ballad spelar en stor roll i boken Drömresan av Herbert Jivegård, där författaren berättar om hur han i en Ballad seglade jorden runt.
Båten är tålig för frisk vind, och tar havssjö mycket väl. Den är styv tack vare den förhållandevis tunga blykölen, och behöver inte revas förrän vid ganska höga vindstyrkor.

## Inredning
Balladens inredning är typisk för en 30-fotare från 70-talet. Längst fram finns en förpik som rymmer 2 sovplatser. Mellan förpiken och salongen finns ett utrymme med toalett på styrbords sida och garderob på babords sida. Salongen har två kojplatser/soffor, ett löstagbart matbord samt en navigationsplats. Pentry med spis och handfat. Många Ballader har gasolspis med ugn. Bakom navigationsbordet finns en stickkoj. 